# Dépassement
Pour les articles homonymes, voir Dépassement (homonymie).

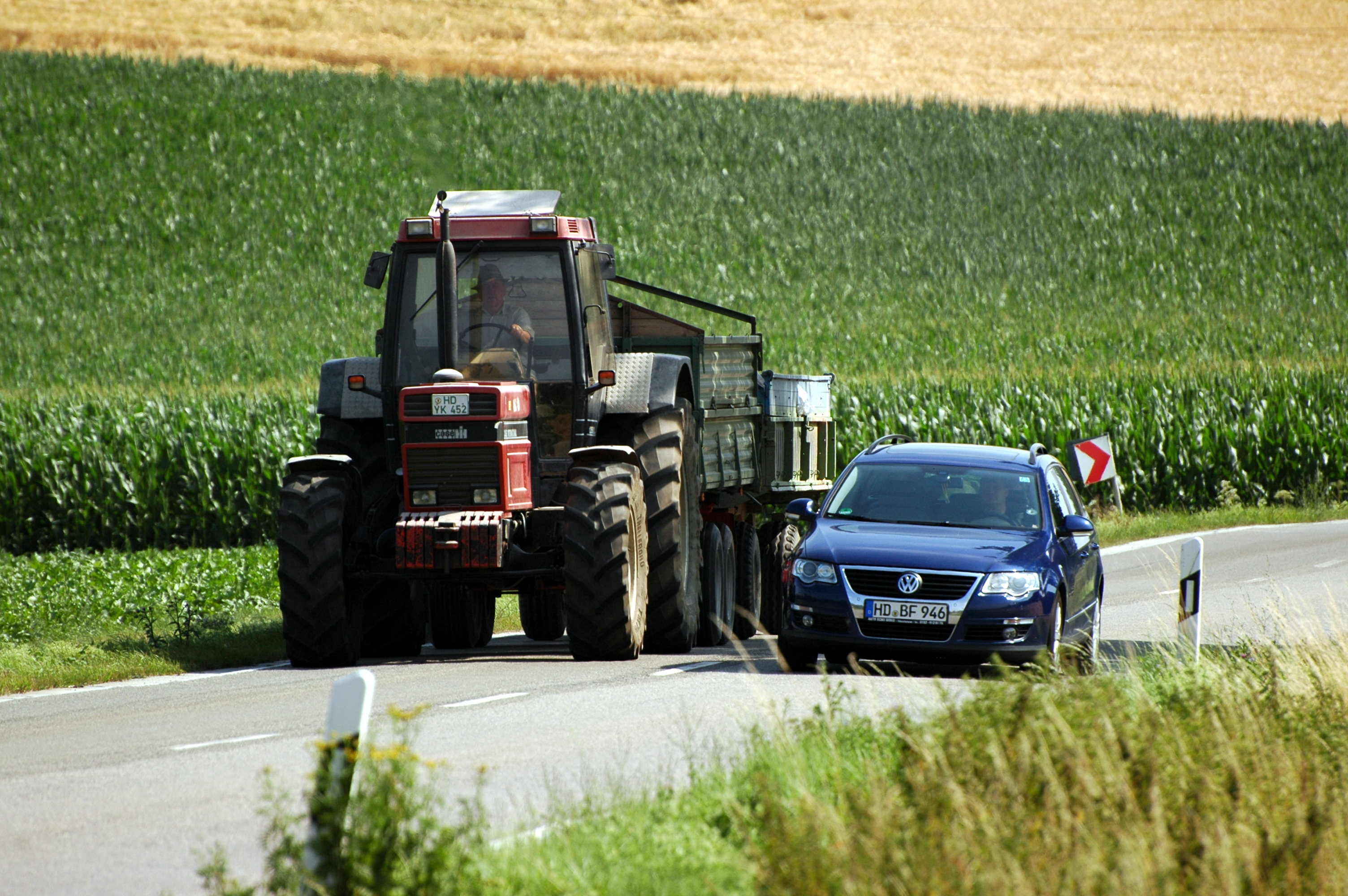
Dépassement d'un tracteur par un véhicule de tourisme

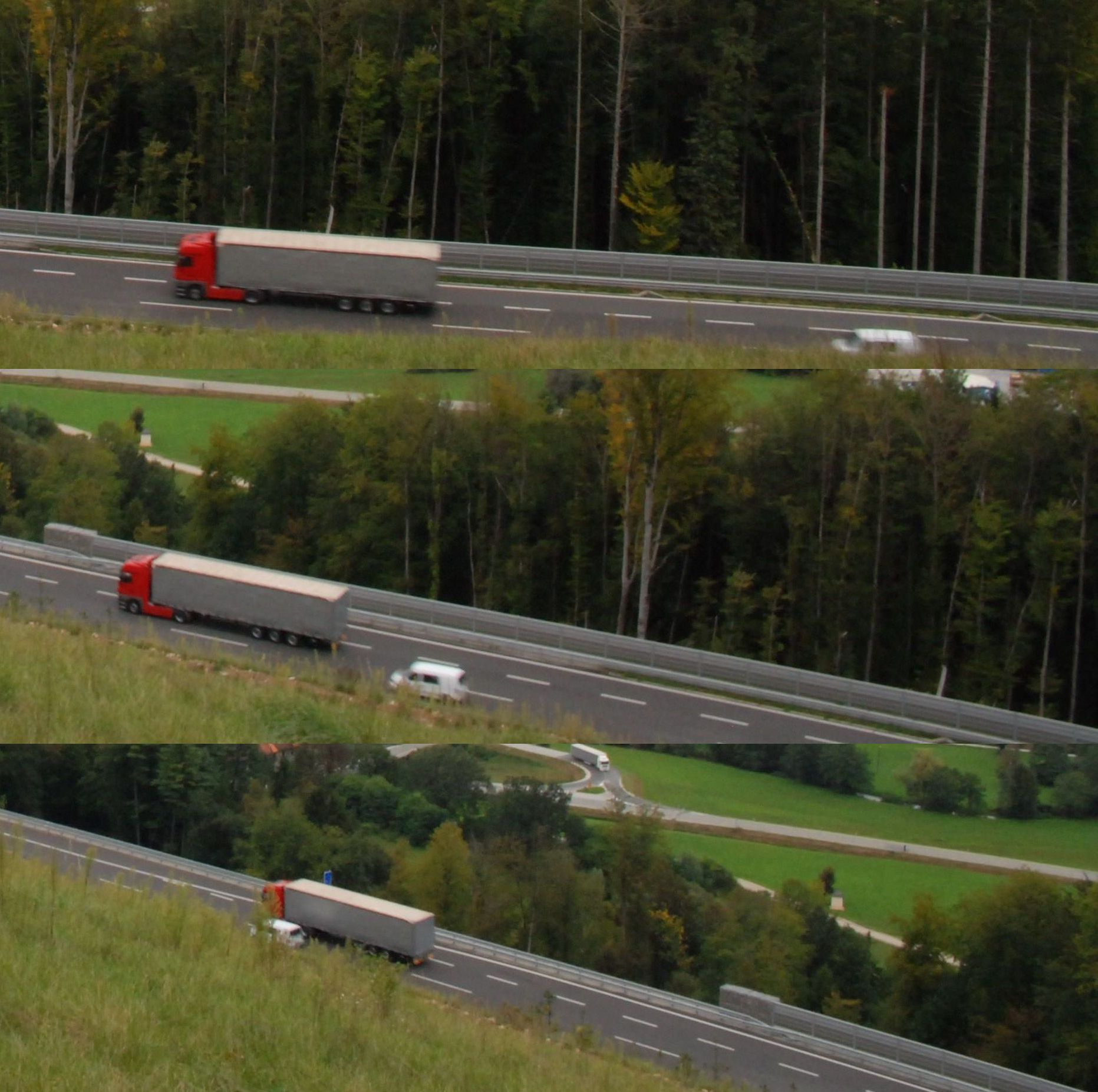
Une voiture dépasse un poids-lourd, sur autoroute, par la voie de gauche, sur l'autoroute A2 en Slovénie.

Un dépassement est le fait de rouler pendant un instant, en général relativement court, à côté d’un autre usager de la chaussée (véhicule ou non, c'est-à-dire animal ou piéton ou engin à roues ; ou tout groupe constitué de plusieurs de ces usagers) à une vitesse supérieure à la sienne dans le but de le précéder. La voie ou la distance utilisée pour dépasser ou doubler un véhicule dépend du type de la route et de la convention utilisée dans le pays.

## Définition
Un dépassement correspond à une définition précise, selon le pays.
Par exemple, en France, sur les routes à sens unique et sur les routes à plus de deux voies, où la densité du trafic génère des files ininterrompues, le fait qu'une file avance plus vite qu'une autre n'est pas considéré comme un dépassement. Mais en Belgique il s'agit d'un dépassement, s'il y a passage piéton.
De même en Belgique, la circulation inter-file n'est pas considérée comme un dépassement, sauf dans certains cas comme la présence d'un passage piéton.

## Réglementation
En Espagne, 7 articles de lois réglementent la manœuvre de dépassement.
En France, 14 articles de lois réglementent la manœuvre de dépassement.
Au Québec, 11 articles de lois réglementent la manœuvre de dépassement.
En Belgique, l'article de loi réglementent la manœuvre de dépassement contient 9 articles.

## Route à double sens

Une voiture pourpre dépassant une autre voiture, sur une autoroute

Pour les routes à double sens, le dépassement s’effectue sur la voie opposée au sens de circulation, c’est-à-dire à sur la voie de gauche pour les pays dans lesquels le sens de circulation est à droite (par exemple en Amérique du Nord et en Europe excepté les îles Britanniques) et sur la voie de droite pour les pays dont le sens de circulation est à gauche (par exemple en Grande-Bretagne et au Japon).

## Route à trois voies
Pour les routes à trois voies à double sens, la voie centrale est destinée au dépassement pour les deux sens de circulation (ainsi qu'aux changements de direction). Par conséquent, il ne faut l'utiliser que si elle est libre. En France, il faut garder son clignotant allumé tant que l'on se trouve dans cette voie[citation nécessaire]. Sur les routes à double sens de circulation à trois voies ou plus, matérialisées ou non, il est interdit d'emprunter la voie située la plus à gauche.

## Route à chaussées séparées
Pour les routes à chaussées séparées, le dépassement s’effectue sur les voies situées à l’intérieur (c’est-à-dire celles qui sont situées le plus près du terre-plein central). Ainsi, dans les pays où l'on roule à droite, on dépasse toujours un véhicule par la voie située immédiatement à sa gauche. (sauf États Unis, Canada...)

## Exceptions
En France, il existe quelques exceptions qui autorisent les dépassements par la droite :
- Lorsqu'un conducteur a indiqué son intention de changer de direction par la gauche et qu’il y a suffisamment de place à droite.
- On peut dépasser par la droite un tramway qui circule au milieu d'une route à double sens, à condition que des passagers ne soient pas en train de descendre du côté droit.
- Pour les autres cas, le dépassement par la droite est interdit, notamment sur autoroute, même lorsqu’un conducteur distrait ou obstiné utilise la voie de gauche alors qu’il devrait rouler sur la voie de droite. Il ne faut pas non plus bien sûr, utiliser la bande d'arrêt d'urgence pour doubler.

## Conditions
Pour pouvoir dépasser, il faut :
- en France, si l'on est un automobiliste souhaitant dépasser un véhicule à deux roues ou un piéton ou un animal ou un cavalier, laisser un espace latéral d'1,5 mètre en rase campagne ou 1 mètre en agglomération, au Quebéc, ces mêmes distances dépendent du seuil de 50 km/h;
- avoir une bonne visibilité vers l'avant. Pour garantir une bonne visibilité lors du dépassement, il vaut mieux parfois ne pas trop se rapprocher du véhicule que l'on veut dépasser, surtout s'il s'agit d'un poids lourd. Il peut alors être nécessaire de se déporter légèrement vers la ligne médiane. Il faut aussi faire attention si ce véhicule ne s'apprête pas à dépasser un deux-roues caché. Cela interdit de dépasser en sommet de côte ou en virage. Le code de la sécurité québécois prévoit également les cas de l'intersection, du passage à niveau, et du tunnel;
- s’assurer qu’aucun conducteur derrière (ou devant) ne soit déjà en train de doubler
- s'assurer qu'on pourra reprendre sa place à droite après le dépassement : il faut tenir compte des distances de sécurité avant d'effectuer cette manœuvre. Ainsi le véhicule dépassé ne doit pas être obligé de ralentir pour avoir un intervalle de sécurité suffisant (si deux véhicules sont très rapprochés, il faut donc soit les dépasser tous les deux, soit n'en dépasser aucun).
- s'assurer que le dépassement ne durera pas trop longtemps : en effet, il ne faut pas tarder sur la voie utilisée pour le dépassement de manière à quitter la voie de droite le moins longtemps possible. Ainsi en général, il est conseillé d'avoir une différence de vitesse d'environ 20 km/h avec le véhicule que l'on souhaite dépasser, quitte à rétrograder et à utiliser le moteur pendant un bref instant à haut régime. Cependant, même pour doubler un court instant, la vitesse maximale autorisée ne doit pas être dépassée.

puis :
- indiquer son intention de dépasser à l’aide du clignotant
- changer de voie
- et finalement se rabattre progressivement devant le véhicule en ayant mis son clignotant. On peut commencer à se rabattre à partir du moment où on voit bien le véhicule dépassé dans le rétroviseur intérieur.

Lorsque l’on subit le dépassement, il est interdit d’accélérer, cette action constitue une grave faute qui peut entraîner une perte de points et une amende. Il faut faciliter le dépassement au conducteur qui dépasse, pour cela il faut bien tenir sa droite, mais surtout ne jamais modifier son allure, même s’il rencontre des difficultés (c'est au véhicule qui dépasse d'accélérer ou de ralentir, selon son avis).
La France dispose également de conditions relatives à la présence de neige ou de verglas.

### Cas particuliers

#### Dépassement par un véhicule d'intérêt général
En France, lorsque le dépassement par un véhicule d'intérêt général faisant usage des avertisseurs spéciaux autorisés pour sa catégorie est impossible, les autres conducteurs doivent ralentir, s'arrêter ou se garer pour permettre à ce véhicule de passer.
Depuis 2018, la France a également mis en place le Corridor de sécurité.

#### Dépassement de cyclistes

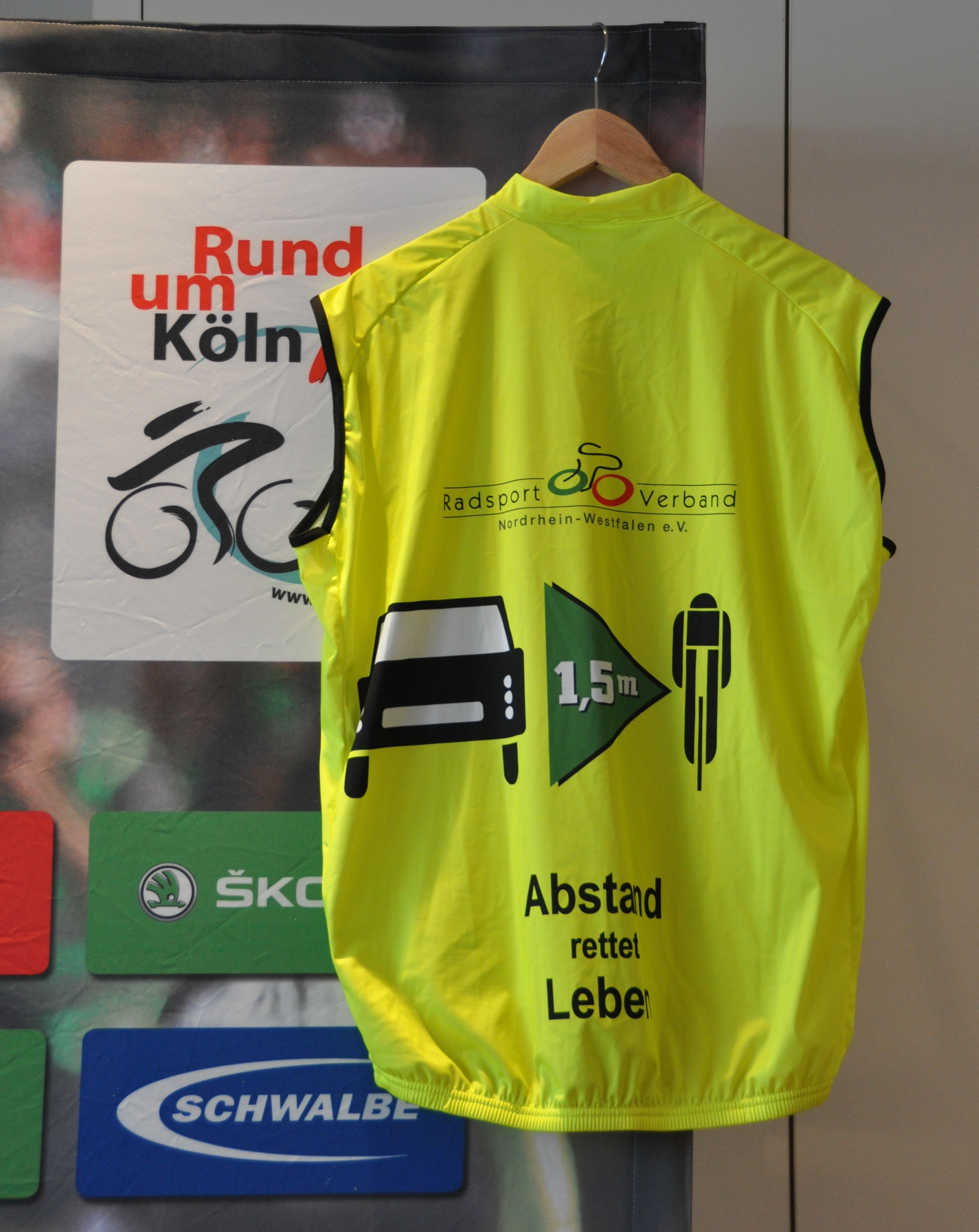
Gilet affichant un rappel de la distance légale de dépassement d'un cycliste : 1 mètre 50.

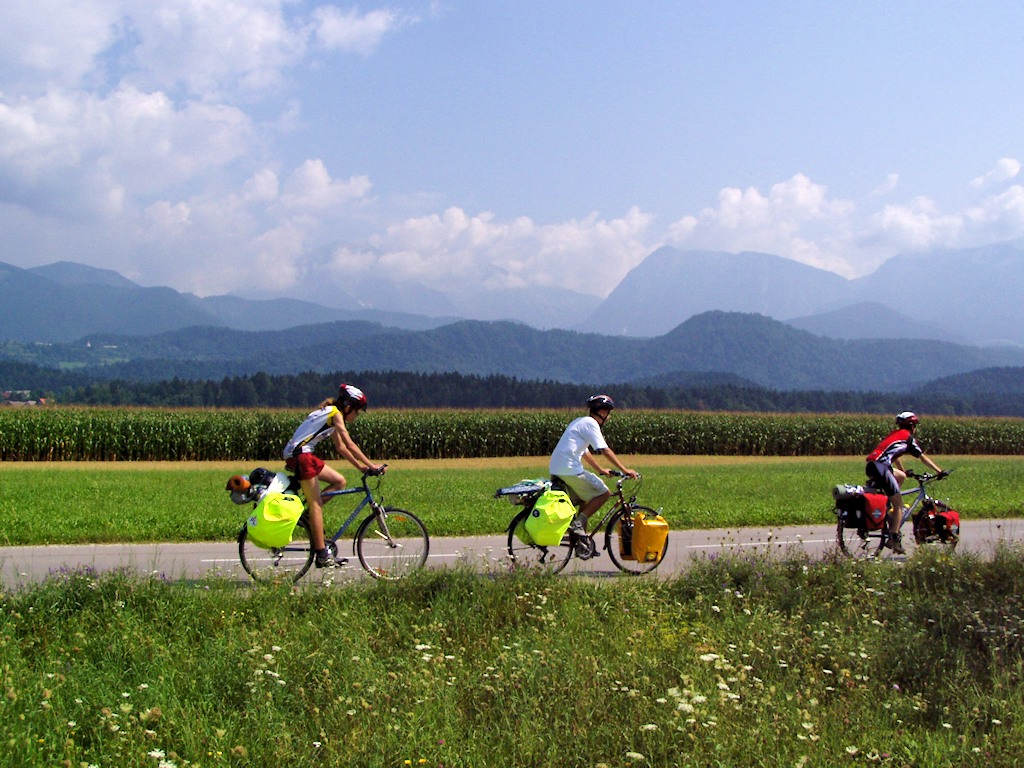
Cyclistes hors agglomérations, ici en Slovénie.
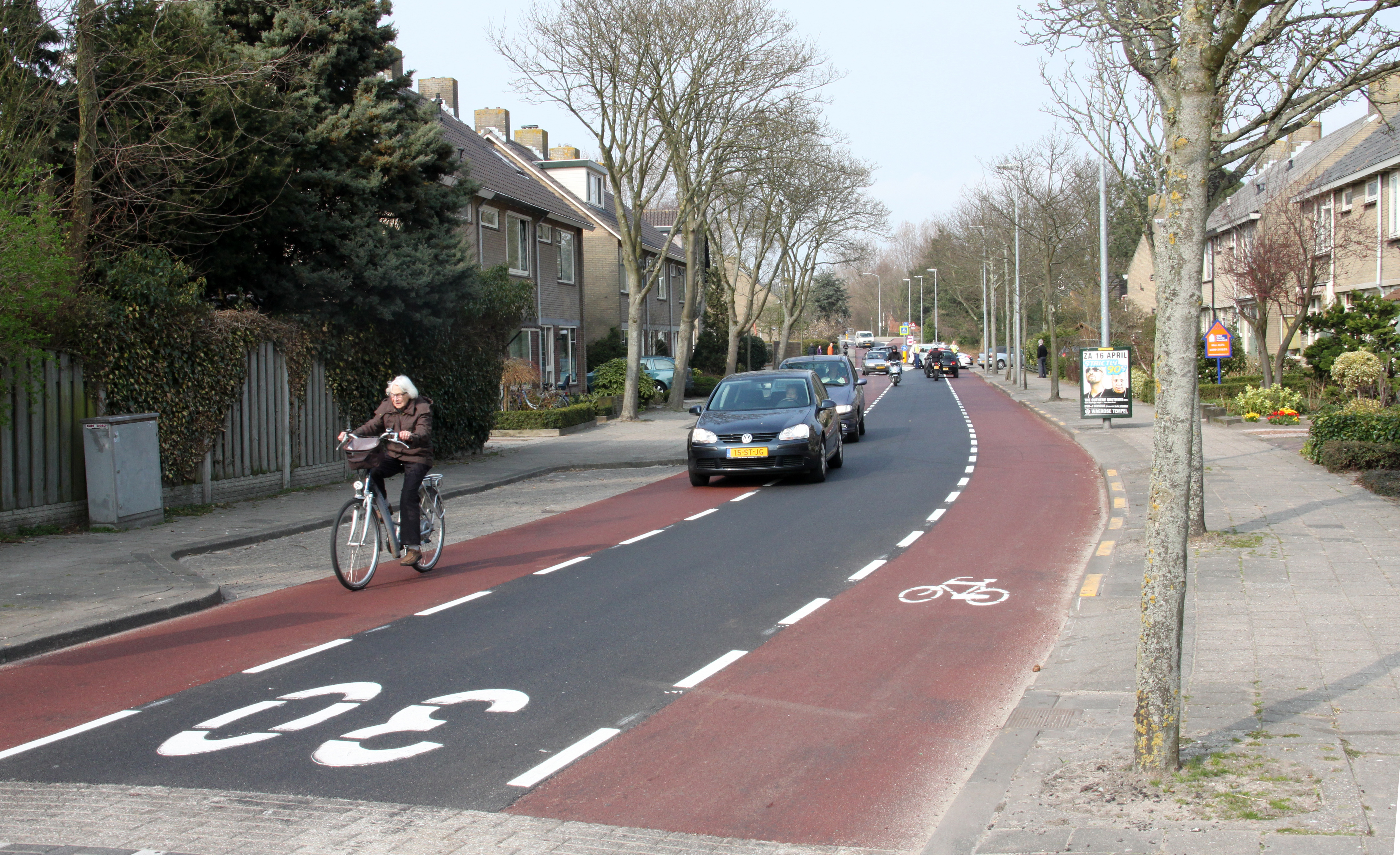
Dépassement de cycliste en zone 30

En Allemagne, depuis 2020, la distance pour doubler un cycliste est de un mètre cinquante en agglomération, et de deux mètres hors agglomération.
Lorsque deux cycliste roulent de front, la loi prévoit qu'ils doivent circuler en file indienne dès qu'ils ont été prévenus de l'intention de dépassement du véhicule suiveur.
La Convention de Vienne prévoit qu'un véhicule suiveur peut prévenir des cyclistes de son intention de les dépasser en utilisant son avertisseur sonore.

## Signalisation
Selon les routes, les dépassements sont autorisés ou non, différentes signalisations sont alors mises en place : panneau d’interdiction de dépassement ou ligne continue.

### Signalisation en Amérique

Argentine (interdiction)
Argentine (fin d'interdiction)
Canada (interdiction)
Canada (fin d'interdiction)
Chili (interdiction)
Chili (fin d'interdiction)
Colombie
Pérou
Puerto Rico
Etats-Unis
Etats-Unis
Uruguay

### Signalisation en Asie et en Océanie

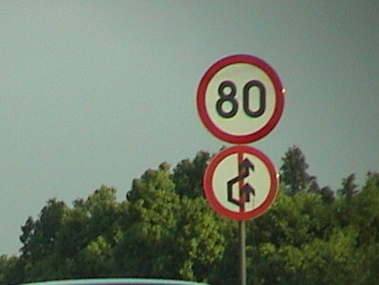
Chine
Japon
Nepal
Singapour
Corée du Sud
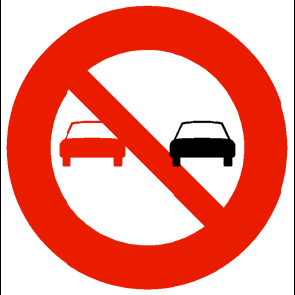
Taïwan

### Signalisation en Europe

Andorre (interdiction)
Andorre (fin d'interdiction)
Belarus (interdiction combinée à une limitation de vitesse)
Finlande (interdiction)
Finlande (interdiction pour les poids lourds)
Finlande (fin d'interdiction)
Finlande (fin d'interdiction pour les poids lourds)
Grèce (interdiction)
Grèce (interdiction pour les poids lourds)
Irlande
Suède (interdiction)
Suède (interdiction pour les poids lourds)
Royaume-Uni

## Accidents
Espagne (2018)

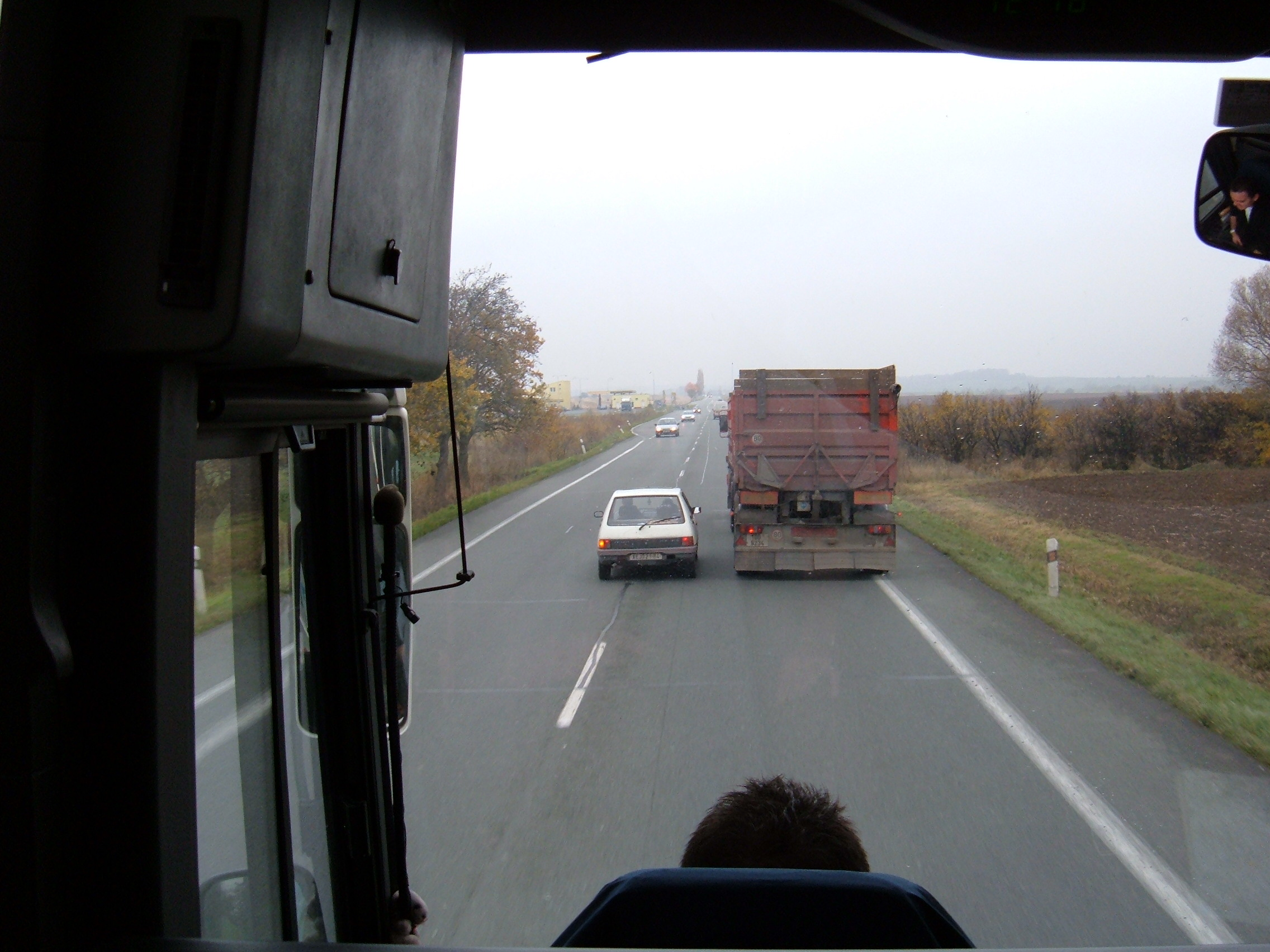
Dépassement avec véhicule en face, en république tchèque. Suivant les circonstances un dépassement peut être dangereux, notamment lorsqu'un véhicule arrive en face.

En Espagne, en 2018, les dépassements contraires à la loi ont tué 37 personnes
France métropolitaine (2018)
En France métropolitaine, sur route rurale interurbaine hors autoroute, 85 personnes ont été tués en dépassant à gauche, et 5 en dépassant à droite en 2018. En zone urbaine, 17 personnes ont été tués en dépassant à gauche, et 7 en dépassant à droite.
Sur autoroute, 8 personnes ont été tuées en dépassant à gauche, et 1 en dépassant à droite.
55 motards ont été tués en dépassant à gauche, et 7 en dépassant à droite.
47 occupants ont été tués en dépassant à gauche, et 3 en dépassant à droite.
1 conducteur de bicyclette a été tué en dépassant à gauche, et 3 en dépassant à droite .
Les manœuvres de dépassement de poids-lourds n'ont tué aucun de leurs occupants.
Grande-Bretagne
En Grande-Bretagne, en 2018, les deux roues motorisés ont eu 1 352 accidents dans des déplacements de véhicules en mouvement, 792 dans des déplacements de véhicules stationnaires, 437 accidents en nearside.
Les véhicules autres que deux roues motorisés ont eu 2629 accidents dans des déplacements de véhicules en mouvement, 1293 dans des déplacements de véhicules stationnaires, 866 accidents en nearside.
2019
En France, en 2019, les accidents impliquent au moins un véhicule effectuant une manœuvre de dépassement ont occasionné 6 % des décès, soit 204 personnes tuées en 2019.

## Apprentissage
Le dépassement est considéré comme un sujet entrant dans le cadre de l'examen du permis de conduire européen par la Directive 2006/126/CE

## Assistance au changement de voie

### Véhicule équipés
Dans certaines conditions, par exemple sur autoroutes, certains véhicules offrent des aides au dépassement. C'est notamment le cas de la Lexus LS de Toyota.
Depuis 2016, sur les Mercedes-Benz Classe E, la fonction Active Lane Change Assist surveille la voie et avertit le conducteur si un empêchement est détecté et peut effectuer la manœuvre de déplacement sous la seule responsabilité du conducteur. Cette fonction fonctionne après avoir positionné le clignotant deux secondes lorsque le pilote de direction est activé, sur autoroute ou route similaire, à une vitesse comprise entre 80 et 180 km/h.
Depuis 2019, la fonction ProPilot 2.0 de Nissan, sur des véhicules comme le Serena, le Rogue, la Nissan Leaf ou le X-Trail peut identifier des opportunités de dépassement d'un véhicule plus lent en avertissant ou en suggérant au conducteur ces possibilités. Le conducteur peut autoriser l'opération en tirant la commande pour tourner. Le véhicule opère alors le dépassement si celui-ci peut encore être réalisé en sécurité.
La même année, Tesla a mis à jour son assistance Navigate on Autopilot qui offre une fonctionnalité similaire.
En 2020, General Motors a mis à jour la fonction des véhicules Cadillac CT5 et CT4, et des véhicules Escalade avec ce type d'assistance :
Lorsque la fonction Super Cruise est activée, le conducteur peut manœuvrer le signal d'indicateur de changement de voie pour signifier son intention. Ceci permet d’avertir les autres véhicules et de donner au système le temps de trouver une trajectoire de dépassement acceptable. Lorsque le véhicule considère la voie comme accessible, il s'insère dans cette voie. Durant tout ce temps, le système s'assure que le conducteur surveille son environnement pendant le changement de voie.
Après avoir initié cette manœuvre, le système Super Cruise affiche des messages comme que « looking for an opening » ou « changing lanes » pour que le conducteur garde une compréhension des opérations en cours. Cette fonction est disponible sur 200 000 miles de routes principales aux États-Unis, soit 300 000 kilomètres.
En 2023, Mercedes veux proposer en Europe la vente de l'ALC (Automatic Lane Change) déjà vendu aux États-Unis.
En 2024, la Peugeot E-3008 est équipée du système Drive Assist Plus, qui permet un changement de voie semi-automatique.

### Réglementation des véhicules
La réglementation européenne internationale des véhicules, "Driver Control Assistance Systems" (DCAS), distingue deux concepts: la procédure de changement de voie et la manœuvre de changement de voie. Elle les définit comme suit :

« Procédure de changement de voie (Lane Change Procedure ou « LCP »), la séquence d’opérations visant à effectuer un changement de voie d’un véhicule.
La séquence comprend les opérations suivantes :
Activation des feux indicateurs de direction ;
b) Déplacement latéral du véhicule vers la limite de la voie ;
c) Manœuvre de changement de voie ;
d) Reprise de la position stable du véhicule sur la voie ;
e) Désactivation des feux indicateurs de direction. »

— Proposition de nouveau règlement des Nations unies concernant les prescriptions uniformes relatives à l’homologation des véhicules en ce qui concerne les systèmes d’aide à la conduite (« Driver Control Assistance Systems » (DCAS))

« Manœuvre de changement de voie (« Lane Change Manœuvre » ou LCM) » fait partie de la LCP et
a) Commence lorsque le bord extérieur de la bande de roulement de la roue
avant du véhicule la plus proche du marquage de la voie traverse le bord
extérieur du marquage de la voie vers laquelle le véhicule est
manœuvré ; et
b) Prend fin lorsque les roues arrière du véhicule ont entièrement franchi
le marquage de la voie »

— Proposition de nouveau règlement des Nations unies concernant les prescriptions uniformes relatives à l’homologation des véhicules en ce qui concerne les systèmes d’aide à la conduite (« Driver Control Assistance Systems (DCAS))